# Les Naufragés de la planète Mars
Les Naufragés de la planète Mars est une nouvelle de science-fiction de Lester del Rey publiée en France en 1971 mais dont la version originale paraît en 1952 aux États-Unis sous le titre Marooned on Mars.
Elle met en scène l'équipage terrien d'une fusée qui atterrit sur Mars, sa course contre la montre pour redécoller dans les meilleures conditions et ses premiers contacts avec les Martiens.

## Résumé
Chuck Svensen est un jeune astronaute d'à peine 18 ans. Alors qu'il doit, comme opérateur radar, faire partie du premier équipage qui décollera de la Lune, alors habitée par les Terriens,  à destination de Mars, il n'est finalement pas retenu. Il décide cependant d'embarquer comme passager clandestin à bord de l'Eros. Il est découvert peu après le décollage, mais trop tard pour être ramené sur la Lune. Ses compagnons de route l'accueillent pourtant très bien et il s'intègre parfaitement à l'équipage.

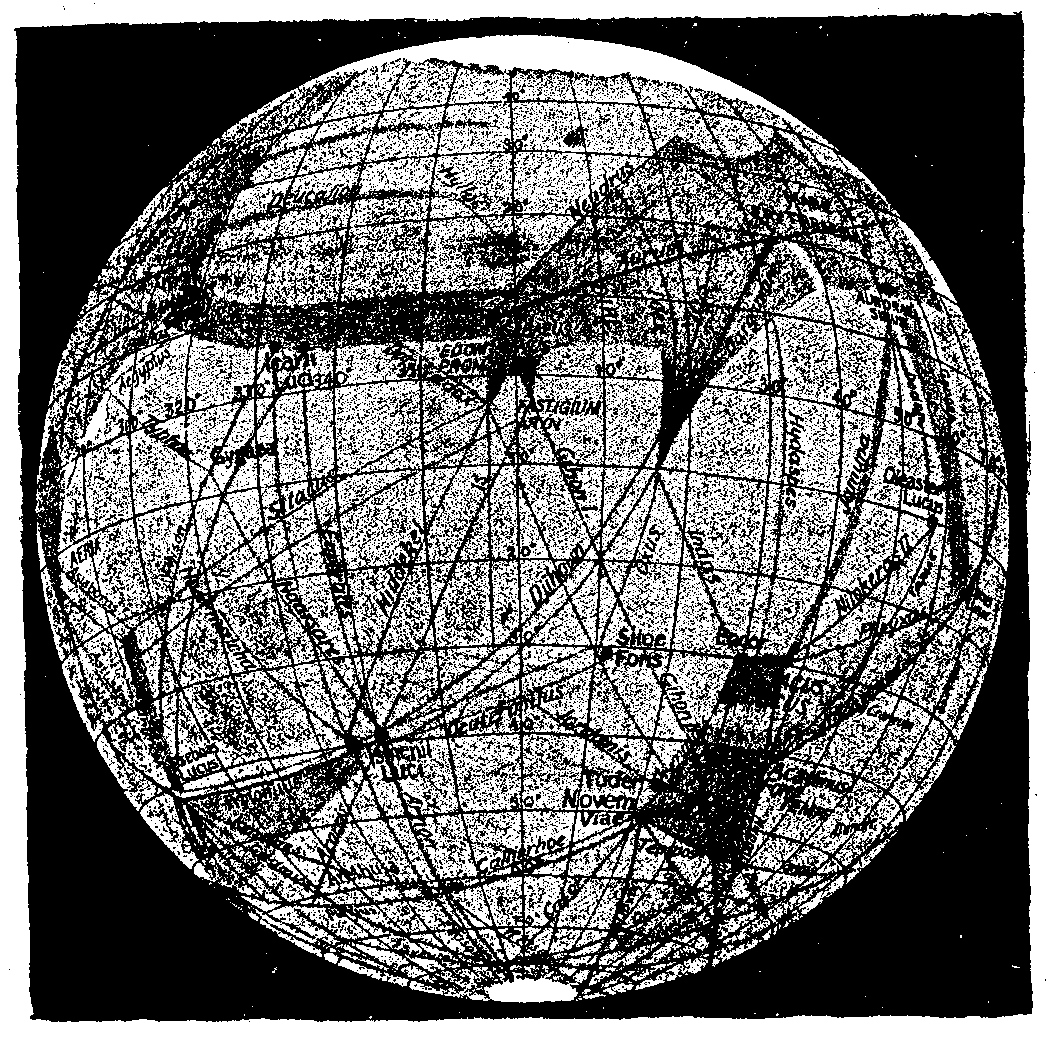
Les « canaux » martiens.

Au cours du voyage, une minuscule météorite endommage légèrement la fusée, pas assez pour mettre en péril l'équipage lors du vol, suffisamment cependant pour compliquer l'atterrissage sur Mars. De fait l'Eros se pose lourdement sur le flanc. Seuls quelques membres d'équipage souffrent de blessures légères mais la structure du vaisseau est faussée et il n'est plus étanche ; des réparations urgentes s'imposent pour le rendre apte à redécoller dans moins de 70 jours. Dans le même temps, les astronautes conduisent des explorations aux alentours où ils découvrent une ville qui paraît abandonnée et dont certains murs portent des fresques représentant des Martiens humanoïdes, ainsi que des plantes dont certaines, alignées sur des kilomètres, sont à l'origine des canaux martiens.
Le chantier de remise en état de la fusée se heurte à des obstacles : des outils disparaissent ; pire, certaines des réparations faites sont vandalisées. Chuck, comme ses compagnons, est convaincu que tout cela est l'œuvre des Martiens, dont il a aperçu les yeux briller dans l'obscurité lors d'une garde près du vaisseau. Il pense que les Martiens, sans avoir d'intention hostile, se montrent accueillants à leur manière en cherchant à empêcher les astronautes de repartir.
Voulant en avoir le cœur net, il décide d'explorer la ville abandonnée où il est persuadé que se cachent les Martiens. Ces derniers le capturent et il découvre que la civilisation martienne, jadis avancée, a régressé en raison de la raréfaction progressive de l'atmosphère. Comme Chuck leur rend service en réparant lui-même un matériel détérioré, Sptz-Rrll, le chef des Martiens, décide de le relâcher et de le reconduire à l'Eros, rapportant également le matériel dérobé.
Finalement, Humains et Martiens travaillent ensemble pour réparer et redresser l'Eros qui pourra ainsi revenir sur Terre. Des voyages ultérieurs permettront aux Terriens d'apporter aux Martiens l'aide et la technologie qui les sauveront, les Terriens bénéficiant des substances médicinales contenues dans les plantes martiennes.

## Personnages principaux
- Chuck (Charles) Svensen : astronaute, opérateur radar ;
- Miles Vance : astronaute, commandant de bord ;
- Dick (Richard) Steele : astronaute, ingénieur ;
- Sptz-Rrrl : chef des Martiens.

## Commentaires et analyse
Chuck, personnage principal de la nouvelle, est un tout jeune homme qui n'a rien d'un héros : il doute, il a même peur, il travaille de manière empirique ; ce n'est qu'à la fin du livre qu'ayant constaté sa capacité à prendre des initiatives, il prend conscience d'être devenu un adulte. Le thème du voyage initiatique pour un jeune adulte est couramment utilisé par Lester del Rey. 
Les Martiens sont dans un premier temps considérés comme des importuns face aux Terriens, mais cette vision évolue vers leur reconnaissance comme une civilisation à part entière et respectable, qui manifeste bienveillance et compassion à l'égard d'autres êtres vivants. La nouvelle est écrite à une époque où, regrette son auteur, il n'y a plus que peu de scientifiques pour croire à une présence intelligente sur Mars mais l'époque où elle se déroule n'est pas clairement précisée.

## Éditions
- Lester del Rey (trad. de l'anglais par Jean Muray, ill. Yvon le Gall), Les Naufragés de la planète Mars, Hachette Jeunesse, coll. « La Bibliothèque verte » (no 462), 1971, 194 p.